# Football Inter Club Association
Le Football Inter Club Association (FICA) est un club haïtien de football basé à Cap-Haïtien.

## Palmarès
- Championnat d'Haïti (7) :
  - Vainqueur en 1989, 1990, 1994, 1998, 2001, 2015 (C) et 2016 (C).